# Telespettatore
Il telespettatore, talvolta anche indicato anche con il desueto teleascoltatore  è la persona che guarda i programmi televisivi.

## In Italia
In Italia, durante gli anni duemila, ogni utente televisivo guardava in media 3 ore al giorno la televisione. I telespettatori italiani hanno a disposizione diversi canali televisivi tra cui scegliere, in chiaro (reti RAI, Mediaset o LA7) a livello nazionale e un discreto numero di emittenti televisive private, digitali (visibili sia sul digitale terrestre che con antenna parabolica).
Le scelte dei telespettatori rivestono un'importanza fondamentale per gli autori dei palinsesti televisivi e per i pubblicitari. L'audience televisiva è misurata da una società privata, Auditel, la quale opera "a campione" (alcune famiglie sono fornite di un particolare strumento sensibile ad ogni cambio di canale chiamato meter).
molte volte non rispettato ne ascoltato.